# 天主教烏蘭巴托宗座監牧區
天主教烏蘭巴托宗座監牧區（拉丁語：Praefectura Apostolica Ulaanbaatarensis）是蒙古國一個羅馬天主教宗座監牧區，直屬聖座。

## 現狀
宗座監牧區於2017年時有1,222名教友、33名司鐸、30名修士和44名修女。共有6個堂區，其中有3個堂區位於首都烏蘭巴托，一個位於達爾汗，由慈幼會管理。
教座位於蒙古國首都烏蘭巴托聖伯多祿聖保祿主教座堂。現任宗座監牧為喬治·馬倫戈主教。

## 歷史
1922年3月14日，聖座從中蒙古宗座代牧區劃出外蒙古地區成立外蒙自治傳教區。自治傳教區由 聖母聖心會會士負責管理，中蒙古宗座代牧出任宗座署理。
其後，著藉發生外蒙古獨立，自治傳教區脫離原來屬於中國傳教地區，並更名為庫倫自治傳教區。1924年，由蘇聯扶植的社會主義國家蒙古人民共和國成立，外籍傳教士無法在蒙古傳教，一切宗教活動近乎停止。
1992年，達希·賓巴蘇倫政府實施政治改革，並改國名為蒙古國，實施宗教政策。自治傳教區宗教活動恢復，黃旭東神父出任傳教區教長。
2002年4月30日，庫倫自治傳教區以教座位置更名及升格為烏蘭巴托宗座監牧區，黃旭東晉牧及成為首任宗座監牧。2014年，南韓大田教區為宗座監牧區籌款，以在蒙古開設食物中心服務當地窮人，並為蒙古修士提供培育。

## 歷任主教

### 外蒙傳教區教長
- 宗座署理方濟眾主教, C.I.C.M.（1922年-1924年）：比利時籍

### 庫倫傳教區教長
- 宗座署理藍克復主教, C.I.C.M.（1924年-1931年5月5日）：荷蘭籍
- 教座出缺（1931年-1992年）
- 黃旭東神父, C.I.C.M.（1992年4月19日-2004年4月30日）：菲律賓籍[7]

### 烏蘭巴托宗座監牧
- 黃旭東主教, C.I.C.M.（2004年4月30日-2018年9月25日）：菲律賓籍
- 喬治·馬倫戈（德语：Giorgio Marengo）樞機, I.M.C.（2020年4月2日-現任）：意大利籍[8]